# 라스베이거스 경찰국

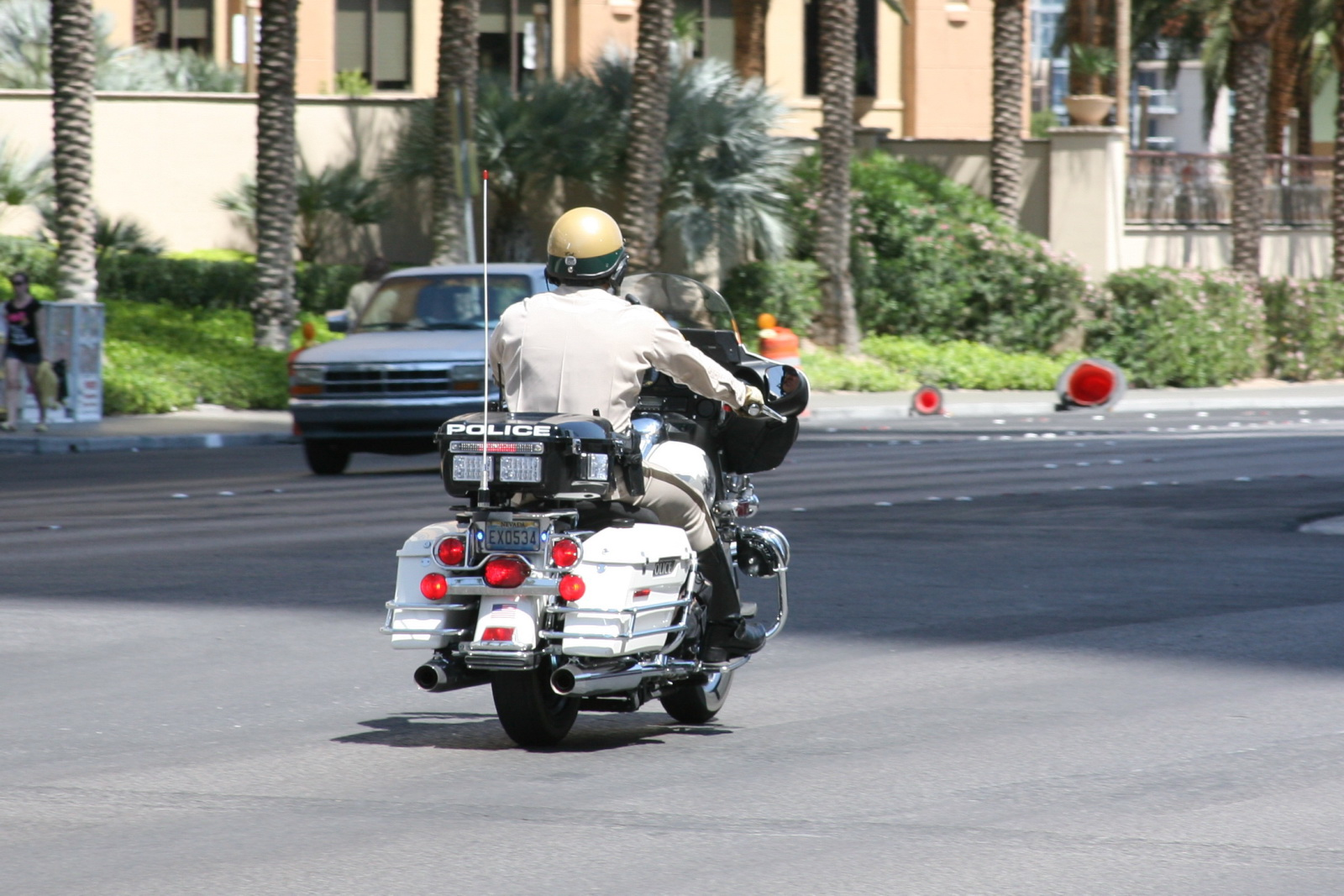
라스베이거스 경찰의 모터사이클

라스베이거스광역경찰국(Las Vegas Metropolitan Police Department, LVMPD, Metro)은 미국 네바다주 라스베이거스에 본부를 둔 미국의 경찰이다.

## 같이 보기
- O. J. 심슨
- 투팍 샤커